# Сатана встречает леди
«Сатана встречает леди» (англ.  Satan Met a Lady) — американский криминальный фильм режиссёра Уильяма Дитерле, который вышел на экраны в 1936 году.
Фильм поставлен по сценарию Брауна Холмса, написанному по мотивам романа Дэшила Хэмметта «Мальтийский сокол» (1929) и рассказывает о частном детективе Теде Шейне (Уоррен Уильям), который получает заказ найти исторически ценный рог, в котором спрятаны драгоценности.
Название фильма происходит от строки в начале романа Хэммета, где говорится, что Сэм Спейд выглядит «довольно приятно, как блондинистый Сатана».
В 1931 году по роману «Мальтийский сокол» студия Warner Bros. уже выпускала одноимённый фильм. Однако после введения в действие Производственного кодекса он не получил разрешения на прокат, и в 1935 году студия решила сделать новый фильм с изменённым сценарием и именами героев. В 1941 году был выпущен ещё один фильм по роману Хэммета, который вновь назывался «Мальтийский сокол».
Как после выхода фильма на экраны, так и позднее критики давали этому фильму невысокую оценку, в негативном плане сравнивая его как с «Мальтийским соколом» 1931 года, так и с классическим нуаром 1941 года. По мнению критиков, режиссёру не удалось выбрать верную тональность повествования и правильно поставить игру талантливых актёров.

## Сюжет
Частный детектив Тед Шейн (Уоррен Уильям) возвращается к своему старому партнёру Эймсу (Портер Холл) после того, как был вынужден покинуть город из-за публичного скандала. Дела Эймса идут из рук вон плохо, и его секретарша мисс Маргатройд (Мари Уилсон) уже собирается увольняться, так как три месяца не получала зарплату. Однако Шейн приносит для Эймса выгодное дело — охранять богатую вдову, после чего Эймс делает Шейна своим партнёром и приглашает его к себе домой на ужин. Хотя три года назад Астрид, жена Эймса (Винифред Шоу), была влюблена в Шейна, Эймс рассчитывает, что она о нём забыла, однако при встрече видно, что это не так. Вскоре в офисе детективов появляется новая клиентка Валери Пёрвис (Бетт Дейвис), которая рассказывает, что в Балтиморе познакомилась с мужчиной по фамилии Фэрроу, который обещал на ней жениться, но затем сбежал. Найдя Фэрроу в этом городе, Валери договорилась о встрече с ним этим вечером, и просит детективов обеспечить ей охрану во время этой встречи. Эймс берётся за это дело, а Шейн направляется в ресторан вместе с мисс Маргатройд. Вечером по телефону Шейна срочно вызывают на кладбище, где найдено тело застреленного в упор Эймса, и, как выяснилось, поблизости от этого места был застрелен и Фэрроу, который, как выясняется, был опасным преступником. Полицейские детективы Данхилл (Олин Хоуланд) и Поллок (Чарльз С. Уилсон) подозревают, что Шейн мог убить Фэрроу из мести за убийство своего партнёра. Шейн приезжает в гостиницу, где проживает Валери, но она, не объяснив своих мотивов, уговаривает его обеспечить ей охрану за гонорар в 500 долларов. Вернувшись в офис, Шейн видит, что там всё перевёрнуто вверх дном, а секретарша заперта в гардеробной комнате. Вскоре появляется высокий англичанин по имени Энтони Траверс (Артур Тричер), который рассказывает, что это он устроил беспорядок, так как пытался найти в офисе старинный рог из слоновой кости. Так ничего и не обнаружив в офисе, Траверс предлагает Шейну 500 долларов за то, чтобы тот нашёл этот рог. Он рассказывает, что этот рог относится к VIII веку и принадлежал легендарному французскому рыцарю Роланду. Когда он попал в руки сарацин, они наполнили его драгоценностями, и с тех пор, он не раз переходил с рук в руки. По словам Траверса, как Эймса, так и Фэрроу убили из-за этого рога.
После ухода англичанина Шейн поручает мисс Маргатройд написать письмо своему дяде, который является профессором по европейской истории. Шейн приезжает в номер Валери, чтобы обыскать его, однако она выходит к нему с оружием в руке. Детектив предполагает, что она также охотится за рогом, однако Валери это отрицает. В момент их разговора она получает телеграмму от некоего Эспинозы о том, что завтра он пребывает на борту «Фудзиямы». Около гостиницы Шейна встречает некто Кенни (Мейнард Холмс), подручный авторитетной преступницы мадам Бараббас (Элисон Скипворт), который отвозит детектива к своей хозяйке. Мадам рассказывает ему, что шесть лет охотилась за рогом Роланда, и наконец, обнаружила его у некоего грека в Салониках. Она послала Валери и Траверса, чтобы они привезли ей рог, однако те решили присвоить рог себе. Мадам Бараббас, выяснив, что Траверс уже заплатил ему 500 долларов за нахождение рога, а Валери заплатила столько же за свою защиту, предлагает Шейну 100 тысяч долларов, если он найдёт рог, выплачивая ему аванс в 2 тысячи долларов немедленно. После ухода Шейна Кенни хочет догнать и убить детектива, на что мадам Бараббас отвечает, что позволит ему сделать это, когда они получат рог. Поскольку Валери попросила Шейна только о защите, а не о нахождении рога, детектив предполагает, что рог находится у неё. В ресторане Валери танцует с Шейном, незаметно для него подавая сигнал человеку с «Фудзиямы», что замечает следящий за ней Треверс, который немедленно сообщает об этом мадам Бараббас. Из ресторана Шейн возвращается в свой офис, куда к нему приходят детективы полиции. В этот момент ему звонит неизвестный, который приглашает его немедленно прибыть на корабль «Фудзияма», где спросить Эспинозу. Проводив детективов в свой кабинет, Шейн просит секретаршу сказать им через некоторое время, что он срочно уехал в порт.
В порту Шейн видит, что «Фудзияма» охвачена пожаром, а к берегу причаливает лодка с корабля, из которой выходит мужчина с большим мешком и идёт в его направлении. В нескольких метрах от Шейна человека убивают, а детектив, делая вид, что застрелили и его, падает рядом. Кенни подбегает к мадам Бараббас и Траверсу, которые ожидают его в машине, сообщая, что убил обоих. Когда Траверс и Кенни направляются за мешком, к ним подходит Валери, предлагая поделить всё на троих, и забрав мешок, они убегают. Шейн направляется к мадам Бараббас, которая угрожает ему оружием. Однако Шейн отбирает у неё пистолет и говорит, что рог у него. Трое роются в мешке, выясняя, что рога там нет. Они возвращаются на зов к мадам Бараббас, и к этому времени в порт прибывает полиция, наблюдая за происходящим из укрытия. Валери говорит Шейну, что она на его стороне, так как это она попросила моряка позвонить ему и сообщить об Эспинозе. Мадам Бараббас заявляет, что она прибыла на лодку первой, но Эспинозы там не нашла. По её словам, Эспинозу пришлось убить, так как он был слишком верен Валери, и никогда бы не отдал рог кому-либо другому. Поэтому Кенни поджёг «Фудзияму», чтобы выманить Эспинозу на берег. Когда Шейн объявляет, что рог у него, Валери предлагает отдать ей рог, обещая ему половину суммы, которую она выручит за его продажу. В ответ мадам Бараббас заявляет, что во всех убийствах виновата Валери. Мадам послала её и Траверса в Салоники забрать рог у грека, однако, продолжает англичанин, в Гонконге Валери обманула его, договорившись там с Эспинозой, что тот доставит рог в этот город. Мадам обвиняет Валери в том, что та обманом использовала и Траверса, и Эспинозу, а также Фэрроу, на что Валери отвечает, что Фэрроу был ей нужен для защиты. Шейн понимает, что после убийства Фэрроу у Валери не осталось прикрытия, и потому она обратилась к нему. После того, как Кенни признаётся, что оба убийства совершил он, Шейн объявляет, что теперь можно спокойно сдать Кенни полиции, и дела о двух убийствах будут закрыты. Получив от мадам Бараббас деньги, Шейн передаёт ей рог. Бандиты раскрывают его, однако внутри оказывается песок, после чего мадам Баррабас заключает, что её обманул грек. В этот момент появляется полиция, арестовывая мадам Бараббас, Траверса и Кенни, однако Шейн прячет Валери в своей машине. Затем он сообщает полиции, что это Кенни убил Фэрроу и Эспинозу и передаёт полицейским орудие убийства. Перед отъездом детектив Поллок напоминает Шейну, что за поимку убийцы Эймса обещана награда в 10 тысяч долларов. Шейн звонит секретарше с просьбой заказать два билета на поезд. На вокзале мисс Маргатройд передаёт Шейну билеты, а он просит отправить её срочную телеграмму и уезжает вместе с Валери. В купе Шейн объясняет Валери, что хотя она и предлагала ему более крупную сумму, он продал рог мадам Бараббас за живые деньги, потому что перед этим получил письмо от знакомого профессора, который выразил большое сомнение в том, что в роге могут быть драгоценности. Далее Шейн обвиняет Валери в том, что она убила Эймса, детально описывая, как она это сделала. Она рассчитывала, что за это убийство полиция арестует её сообщника Фэрроу, и тогда рог достанется только ей одной. Когда поезд останавливается на очередной станции, Шейн выходит, чтобы встретить копов, которых уведомил телеграммой. Он сообщает им, что вычислил убийцу Эймса и даже получил её признание. Подслушав эти слова, Валери заходит к проводнице вагона и предлагает ей заработать 10 тысяч долларов. Когда проводница выводит Валери, заявляя, что она её задержала, Валери злобно говорит Шейну, что он остался без денег. Он соглашается, что потерял 10 тысяч долларов, после чего говорит Валери, что хотя она ему и нравится, он не собирался ради неё садиться в тюрьму и тем более не хотел стать четвёртым убитым ради неё. Валери говорит, что в итоге он не получил от неё ни любви, ни денег, однако тот спокойно уходит со станции в компании мисс Маргатройд.

## В ролях
- Бетт Дейвис — Валери Пёрвис
- Уоррен Уильям — Тед Шейн
- Элисон Скипворт — мадам Бараббас
- Артур Тричер — Энтони Траверс
- Винифред Шоу — Астрид Эймс
- Мари Уилсон — мисс Маргатройд
- Портер Холл — Милтон Эймс
- Олин Хоуленд — детектив Данхилл
- Чарльз С. Уилсон — детектив Поллок

В титрах не указаны
- Мейнард Холмс — Кенни
- Билли Блэтчер — отец шестёрок[2]

## История создания фильма
В 1931 году Warner Bros. уже выпускала фильм по роману Дэшила Хэммета «Мальтийский сокол», и в 1935 году при попытке повторно выпустить картину в прокат студия столкнулась с запретами, связанными с вступившим в действие Производственным кодексом. В итоге, как написала Уитни Стайн, «поскольку студии уже принадлежали права на роман „Мальтийский сокол“, её экономичные руководители решили снять ещё одну версию книги, поручив написать сценарий своему контрактному автору Брауну Холмсу». Однако, «не проявив особого уважения к оригинальному материалу, Холмс превратил объект охоты — инкрустированную драгоценными камнями статуэтку сокола — в бараний рог, наполненный драгоценными камнями, изменил имена персонажей, изменил пол одного из главных преступников и переименовал историю сначала в „Человек в чёрной шляпе“, а затем — в „Мужчины у неё на уме“».
В качестве предварительного названия фильма использовались «Мужчины у ней на уме», «Невезучая дама», «Человек в чёрной шляпе» и «Человек и чёрная шляпа».
Съёмки фильма начались 1 декабря 1935 года, хотя, как вспоминала впоследствии исполнительница главной роли Бетт Дейвис, в первый день она не явилась на съёмочную площадку, выразив таким образом своё недовольство тем, что после престижного проекта «Окаменелый лес» её заставили сниматься «в таком хламе»: «Я была настолько расстроена самой тональностью сценария и бессодержательностью своей роли, что направилась в офис мистера Уорнера и потребовала, чтобы мне дали работу, которая соответствовала бы моему профессиональному уровню. Мне пообещали чудесные вещи, если я только снимусь в этом фильме».

## Оценка фильма критикой
После выхода фильма на экраны журнал Variety в своей рецензии назвал его «слабым римейком» «Мальтийского сокола» 1931 года, отметив, что «в сюжет и композицию было внесено много изменений, но ни одно из них не пошло во благо». По мнению рецензента, Сэм Спейд в исполнении Рикардо Кортеса в фильме 1931 года был «естественен и забавен, в то время как Уоррен Уильям и его сатирическое расследование преступления натянуто и ненатурально». При этом Уильям «очень старается быть забавным в роли эксцентричного детектива, и исключительно его игра придаёт картине живость в частые моменты провисания». В заключение критик пишет, что «этот фильм вряд ли можно назвать детективом. А как комедия он не достаточно силён, чтобы удовлетворить зрителя».
Кинообозреватель «Нью-Йорк Таймс» Б. Р. Крислер крайне негативно оценил картину, назвав её «циничным и дешёвым замысловатым фарсом, который заставляет умных актёров вести себя подобно болванам». Этот фильм «заслуживает того, чтобы называться примером классической скуки в той же степени, как „Тонкий человек“ — который также поставлен по Хэммету — называют классикой искромётного остроумия». По словам критика, «события картины настолько бессвязны и безумны, а его персонажи настолько неадекватны и чудовищны, что зритель пребывает в постоянном ожидании появления группы людей в униформе, которые отправят всех в соответствующее заведение. Там нет истории, есть лишь мешанина всякого бреда, представляющего компромисс студии с несостоятельным сценарием».
Позднее журнал Time Out отметил, что хотя фильм невозможно сравнивать с «Мальтийским соколом» 1941 года, тем не менее, «благодаря стильной и умной режиссуре Дитерле и отличной актёрской игре, он доставляет удовольствие и причудливо забавен, по крайней мере, почти до самого конца, когда все кусочки этой непереваренной сюжетной экспозиции вдруг уходят в экшн». Фильм не выдерживает сравнения с «Мальтийским соколом» 1941 года главным образом потому, что «Уоррен Уильям, засмотревшись на успех „Тонкого человека“, играет своего персонажа в том же духе как саркастичного светского льва и дамского угодника. Более мрачные обертоны фильма Хьюстона игнорируются, а финальная сцена разоблачения совсем не удалась».
Крейг Батлер считает, что «Сатана встречает леди» выглядит так, как «мог бы выглядеть „Мальтийский сокол“, если превратить его в сумасбродную комедию», назвав картину «странным (но странным образом восхитительным) фильмом». По мнению критика, он «имеет на удивление много общих сюжетных моментов и реплик с оригиналом (хотя и добавляет много своего), однако он трактует сходные реплики и сюжетные моменты с таким лёгким настроением, что в результате доходит почти до эксцентрической комедии. И такое неуклюжее сочетание жанров в данном случае просто не срабатывает. Но при этом оно настолько странное и настолько эксцентричное, что источает свою бесспорную силу». Киновед отмечает, что «Уоррен Уильям играет роль детектива как будто он дублёр Уильяма Пауэлла, но ему не хватает класса, самоотдачи и мастерства последнего. Бетт Дейвис выглядит лучше, играя вопреки своему амплуа, и, кажется, получает от этого удовольствие, а в игре Элисон Скипворт довольно много вульгарного юмора. Остальные актёры особенно ничем не заметны, лишь Мари Уилсон активно раздражает». В заключение Батлер замечает, что, «пожалуй, эта странная смесь стилей могла бы сработать у правильного режиссёра, который понял бы всё своеобразие этого проекта. К сожалению, Дитерле ставит фильм в простой и прямолинейной манере. В результате хорошего фильма не получилось — но получился уникальный».